# Liste der deutschen Goalballmeister
Nachfolgend sind alle deutschen Goalballmeister aufgelistet. Die vom Deutschen Behindertensportverband (DBS) organisierte deutsche Meisterschaft im Goalball wird seit 1991 für Senioren (Männer und Frauen spielen zusammen) und seit 2002 für Junioren (Jungen und Mädchen spielen zusammen) ausgetragen.

## Senioren
Der deutsche Goalballmeister der Senioren wurde von 1991 bis 2012 in einer Kombination aus einer Vorrunde (und ggf. Zwischenrunde) im Round-Robin-System und einer Endrunde im K.-o.-System ermittelt, seit 2013 wird er in der Goalball-Bundesliga ermittelt.

### Bisherige Meister
| Saison | Verein                                         |
| ------ | ---------------------------------------------- |
| 1991   | SSG Blindenstudienanstalt Marburg (1)          |
| 1992   | SSG Blindenstudienanstalt Marburg (2)          |
| 1993   | SSG Blindenstudienanstalt Marburg (3)          |
| 1994   | SG Ruhrgebiet (1)                              |
| 1995   | SSG Blindenstudienanstalt Marburg (4)          |
| 1996   | SSG Blindenstudienanstalt Marburg (5)          |
| 1997   | SSG Blindenstudienanstalt Marburg (6)          |
| 1998   | SSV Blindenschule Königs Wusterhausen (1)      |
| 1999   | SSV Blindenschule Königs Wusterhausen (2)      |
| 2000   | SSV Blindenschule Königs Wusterhausen (3)      |
| 2001   | SSV Blindenschule Königs Wusterhausen (4)      |
| 2002   | SC Potsdam (1)                                 |
| 2003   | SC Potsdam (2)                                 |
| 2004   | BSV München (1)                                |
| 2005   | BSV München (2)                                |
| 2006   | BSV München (3)                                |
| 2007   | BSV München (4)                                |
| 2008   | SSV Blindenschule Königs Wusterhausen (5)      |
| 2009   | SSV Blindenschule Königs Wusterhausen (6)      |
| 2010   | SSV Blindenschule Königs Wusterhausen (7)      |
| 2011   | SSG Blindenstudienanstalt Marburg (7)          |
| 2012   | SSG Blindenstudienanstalt Marburg (8)          |
| 2013   | SSG Blindenstudienanstalt Marburg (9)          |
| 2014   | SSG Blindenstudienanstalt Marburg (10)         |
| 2015   | SSG Blindenstudienanstalt Marburg (11)         |
| 2016   | BFV Ascota Chemnitz (1)                        |
| 2017   | BFV Ascota Chemnitz (2)                        |
| 2018   | SSG Blindenstudienanstalt Marburg (12)         |
| 2019   | Chemnitzer BC (1)                              |
| 2020   | Saison ausgefallen wegen der COVID-19-Pandemie |
| 2021   | RGC Hansa Rostock                              |

### Statistik

#### Alle Titelträger
| Anzahl der Titel | Verein                                |
| ---------------- | ------------------------------------- |
| 12               | SSG Blindenstudienanstalt Marburg     |
| 7                | SSV Blindenschule Königs Wusterhausen |
| 4                | BSV München                           |
| 2                | SC Potsdam                            |
| 2                | BFV Ascota Chemnitz                   |
| 1                | SG Ruhrgebiet                         |
| 1                | Chemnitzer BC                         |

#### Rekordmeister
- 1991–2009: SSG Blindenstudienanstalt Marburg (1-6)
- 2009–2010: SSG Blindenstudienanstalt Marburg und SSV Blindenschule Königs Wusterhausen (je 6)
- 2010–2011: SSV Blindenschule Königs Wusterhausen (7)
- 2011–2012: SSV Blindenschule Königs Wusterhausen und SSG Blindenstudienanstalt Marburg (je 7)
- seit 2012: SSG Blindenstudienanstalt Marburg (8-12)

## Junioren
Der deutsche Goalballmeister der Junioren wird seit 2002 in einer Kombination aus einer Vorrunde (und ggf. Zwischenrunde) im Round-Robin-System und einer Endrunde im K.-o.-System ermittelt.

### Bisherige Meister
| Saison | Verein                                    |
| ------ | ----------------------------------------- |
| 2002   | SSV Blindenschule Königs Wusterhausen (1) |
| 2003   | SSV Blindenschule Königs Wusterhausen (2) |
| 2004   | BFV Ascota Chemnitz (1)                   |
| 2005   | SSV Blindenschule Königs Wusterhausen (3) |
| 2006   | Edith-Stein-Schule Unterschleißheim (1)   |
| 2007   | SSV Blindenschule Königs Wusterhausen (4) |
| 2008   | SSG Blindenstudienanstalt Marburg (1)     |
| 2009   | SSG Blindenstudienanstalt Marburg (2)     |
| 2010   | SSG Blindenstudienanstalt Marburg (3)     |
| 2011   | SSG Blindenstudienanstalt Marburg (4)     |
| 2012   | BVSV Nürnberg (1)                         |
| 2013   | BVSV Nürnberg (2)                         |
| 2014   | VfL Blau-Weiß Neukloster (1)              |
| 2015   | BVSV Nürnberg (3)                         |
| 2016   | BVSV Nürnberg (4)                         |
| 2017   | BVSV Nürnberg (5)                         |
| 2018   | LE Sport Leipzig (1)                      |
| 2019   | Rostocker GC Hansa (1)                    |

### Statistik

#### Alle Titelträger
| Anzahl der Titel | Verein                                |
| ---------------- | ------------------------------------- |
| 5                | BVSV Nürnberg                         |
| 4                | SSV Blindenschule Königs Wusterhausen |
| 4                | SSG Blindenstudienanstalt Marburg     |
| 1                | BFV Ascota Chemnitz                   |
| 1                | Edith-Stein-Schule Unterschleißheim   |
| 1                | VfL Blau-Weiß Neukloster              |
| 1                | LE Sport Leipzig                      |
| 1                | Rostocker GC Hansa                    |

#### Rekordmeister
- 2002–2011: SSV Blindenschule Königs Wusterhausen (1-4)
- 2011–2016: SSV Blindenschule Königs Wusterhausen und SSG Blindenstudienanstalt Marburg (je 4)
- 2016–2017: SSV Blindenschule Königs Wusterhausen und SSG Blindenstudienanstalt Marburg und BVSV Nürnberg (je 4)
- seit 2017: BVSV Nürnberg (5)

## Frauen
Grundsätzlich spielen Frauen und Männer bei den Senioren in einem Team; allerdings kommen tatsächlich nur wenige Frauen dort in der 1. und 2. Bundesliga zum Einsatz.
Der Vorstand Leistungssport des Deutschen Behindertensportverband (DBS) hat am 16. Juli 2021 der Einführung einer Deutschen Meisterschaft rein für Frauen zugestimmt. Diese soll ein offizieller Wettkampf des DBS und in der Turnierordnung der Abteilung Goalball verankert werden; zunächst nur für die Jahre 2021 und 2022 mit einer anschließenden Evaluation der Ergebnisse.